# Susana Dupré
Susana Dupré (8 de julio de 1912 - 8 de septiembre de 2018) fue una actriz cinematográfica y radial argentina.

## Carrera
Casada con un importante empresario teatral llamado Enrique De Rosas. Por su diferencia de edad (ella 19, él arriba de 50) se los consideraba padre e hija. Sin hacer el secundario, estudió y egresó del Conservatorio de Arte Dramático de Buenos Aires. Dupré fue una joven actriz que con su finura y característica belleza incursionó brevemente en la época dorada cinematográfica argentina, secundando a importantes estrella del cine nacional como Zully Moreno, Virginia Luque, Ada Cornaro, Silvana Roth, Mario Medrano, Horacio Priani, Enrique Chaico, Matilde Rivera, Pedro López Lagar, Felisa Mary y Ricardo Passano.

### Filmografía
- 1944: Apasionadamente
- 1948: Allá en el setenta y tantos.[2]
- Otros: Nuestra Natacha.

### Teatro
En 1945 formó parte de la Compañía Dramática de Enrique de Rosas junto con figuras como Iris Marga, Ada Cornaro, Blanca Podestá, Amanda Varela, Niní Gambier, Adolfo Linvel, Alberto Barcel, Berta Ortegosa, Pablo Acciardi, Elsa Casares, Juan Bono, Inda Ledesma, Camilo Da Passano, Pascual Pellicciotta, José de Angelis, Alberto de Mendoza, entre otros.
Hizo entre algunas obras:
- La cruz en la sangre
- Cyrano sale de noche
- Tierra extraña